# Rio Guapiaçu
O rio Guapiaçu é o principal afluente do rio Macacu. Suas nascentes ficam na Serra do Mar entre Nova Friburgo e Cachoeiras de Macacu, a maior parte no distrito de Subaio, município de Cachoeiras de Macacu. No passado, já foi um rio navegável. O volume de água é pequeno, próximo à nascente, que fica na Serra dos Órgãos. Suas águas são claras e cristalinas.